# Deblockieren

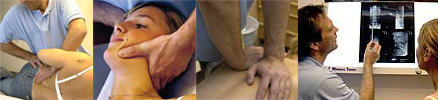
Handgrifftechniken werden nach exakter Befundung gezielt gegen Blockierungen eingesetzt, die sich nicht spontan lösen.

Als Deblockieren bezeichnet man in der Manuellen Medizin das Lösen von Blockierungen. Da es sich bei einer Blockierung um eine reversible, segmentale Bewegungsstörung handelt, ist das Ziel der Behandlung die vollständige Wiederherstellung der Beweglichkeit des betroffenen Gelenkes. Eine erfolgreiche Behandlung löst die Blockierung unverzüglich und stellt damit die physiologische Beweglichkeit des betroffenen Gelenkes sofort wieder her.

## Grundsätzliches
Blockierungen können sich spontan lösen oder durch einen therapeutischen Eingriff gelöst werden. Bei letzteren handelt es sich in der Regel um spezielle Handgrifftechniken, oder vom Patienten ausgeführte Bewegungen. Man unterscheidet dabei grundsätzlich in Mobilisation und Manipulation.

### Mobilisation

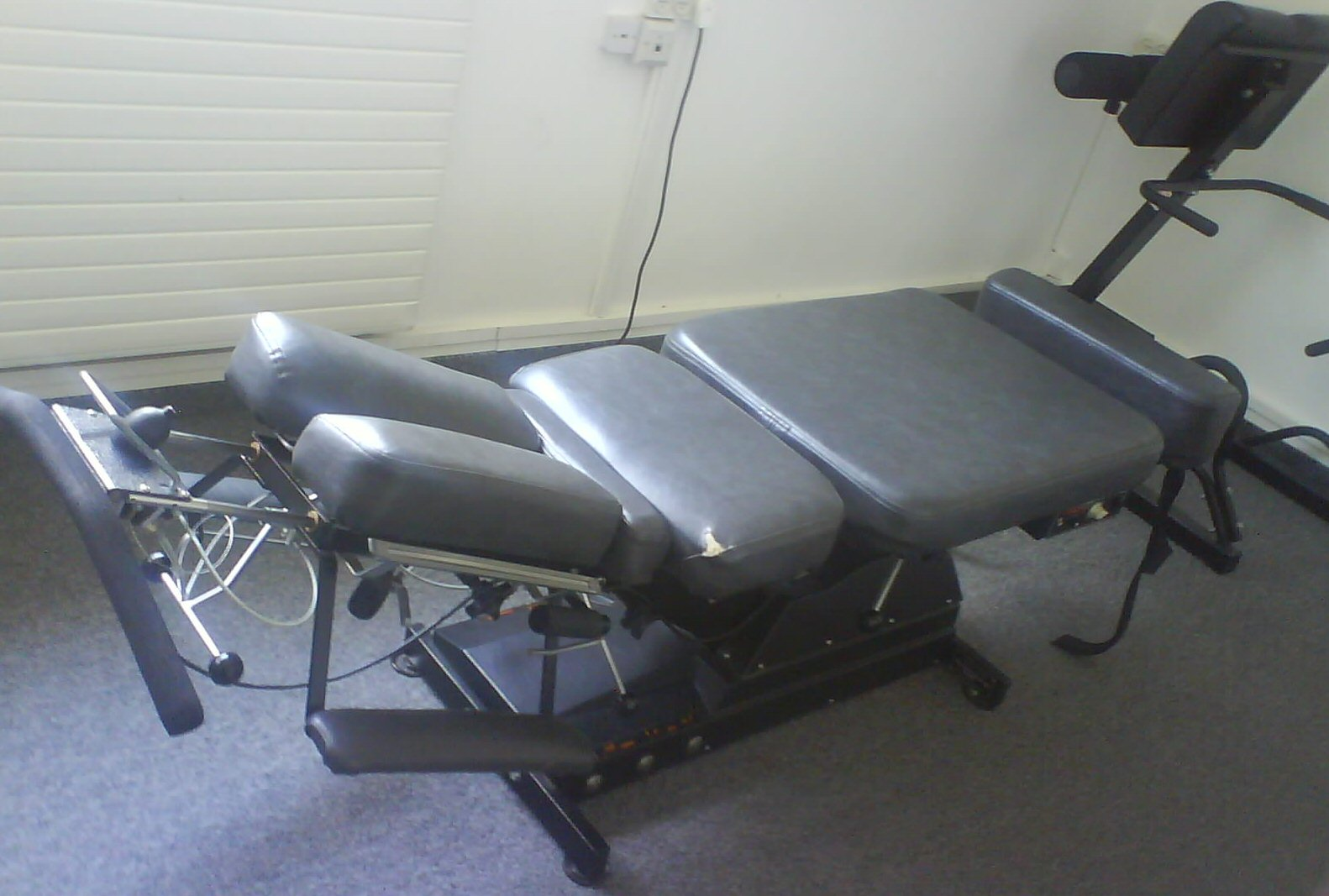
Spezialliegen zur optimalen Lagerung der Patienten sind beim Deblockieren hilfreich.

Eine Mobilisation kann passiv oder aktiv erfolgen. Zu dieser Gruppe zählen alle Muskelenergietechniken einschließlich der postisometrischen Relaxation und die Längs- und Querdehnung der im Rahmen einer Blockierung betroffenen Muskulatur.
- Bei der passiven Mobilisation wird eine Traktion senkrecht zur Tangentialebene eines Gelenkes ausgeführt. Dabei unterscheidet man das Lösen (leichte Traktion, ohne den Abstand der Gelenkflächen zu vergrößern), das Straffen (Anspannen des Kapselbandapparates, ohne ihn zu dehnen) und das Dehnen (moderates Dehnen des Kapselbandapparates). Im Rahmen der Behandlung eines Gelenkes werden die Stufen „Straffen“ und „Dehnen“ mehrfach unter permanenter Ausübung der Traktion wiederholt.
- Bei der aktiven Mobilisation wird die Kraft zum Deblockieren eines Gelenkes vom Patienten selbst aufgebracht und nicht vom Therapeuten.

### Manipulation
Sie wirkt direkt auf das blockierte Gelenk ein. Dabei wird ein mechanischer Impuls auf ein in moderater Endstellung (Grundspannung) befindliches Gelenk ausgeübt. Dabei darf es zu einem geringgradigen Überschreiten des bei passiver Bewegung vorher festgestellten Bewegungsausmaßes kommen. Häufig tritt dabei ein charakteristisches, kurz knackendes Geräusch auf. Eine Manipulation wird immer in eine freie Richtung des blockierten Gelenkes mit möglichst geringer Kraft ausgeübt. Dabei

„… sei nochmals betont, die Manipulation eines Gelenkes ist ausschließlich eine ärztliche Handlung, die nicht im Auftrag vergeben werden kann. Nur der Arzt ist in der Lage, unter Berücksichtigung des gesamten medizinischen Aspekts des augenblicklichen Krankheitszustands, die Indikation zu stellen und Kontraindikationen zu erkennen. Er allein kann bei – wenn auch sehr seltenen – Zwischenfällen sofort eingreifen.“

## Nutzen des therapeutischen Deblockierens
Es existieren Studien, die zumindest für eine Teilgruppe der Patienten mit Rückenleiden von einer verbessernden Wirkung ausgehen. Allerdings wird die Datenlage als unzureichend als auch die Methodik der Studien kritisiert.

„In einigen Patienten führt die Manipulation der Wirbelsäule zu einem schnellen Erfolg, insbesondere bei jenen, mit einem unkomplizierten akuten Schmerz in der Lendenwirbelsäule. Die Datenlage reicht nicht aus, um Aussagen zur Wirksamkeit der Manipulation bei chronischem Schmerz der Lendenwirbelsäule zu tätigen.“

„Die Wirksamkeit der Manipulation der Wirbelsäule bei Patienten mit akuten oder chronischen Schmerz der Lendenwirbelsäule ist nicht mit vernünftigen randomisierten Studien gezeigt worden. Es gibt sicherlich Hinweise, dass die Manipulation in einigen Untergruppen von Patienten mit Schmerzen in der Lendenwirbelsäule wirksam sein könnte. Diese Eindrücke rechtfertigen zusätzliche Anstrengungen in diesem Thema. Methodische Qualität bleibt ein kritischer Aspekt, der in zukünftigen Studien berücksichtigt werden sollte.“